# Championnat de Sierra Leone féminin de football
Le championnat de Sierra Leone féminin de football ou Sierra Leone Women’s Premier League est une compétition sierra-léonaise de football féminin.

## Palmarès
| Saison    | Champion                              |
| --------- | ------------------------------------- |
| 1992-1993 | Soccer Queens                         |
| 1993-1994 | East End Lionesses                    |
| 1995-1999 | palmarès inconnu                      |
| 2000      | East End Lionesses                    |
| 2001      | East End Lionesses                    |
| 2002-2004 | palmarès inconnu                      |
| 2005      | Republic of Sierra Leone Armed Forces |
| 2006      | East End Lionesses                    |
| 2008      | Buck United                           |
| 2009      | Soccer Angels                         |
| 2010-2011 | palmarès inconnu                      |
| 2012      | Sierra Leone Police                   |
| 2013      | championnat abandonné                 |
| 2014      | Suba United FC                        |
| 2017      | Rising Queens                         |
| 2019      | Mahmoud FC                            |
| 2020-2021 | Suba United FC                        |
| 2021-2022 | non joué                              |
| 2022-2023 | Mogbwemo Queens                       |
| 2023-2024 | Mogbwemo Queens                       |
| 2024-2025 | Ram Kamara FC                         |